# Rescue Dawn
Rescue Dawn (br: O Sobrevivente/pt: Rescue Dawn - Espírito Indomável) é um filme luxemburgo-estadunidense de 2007, do gênero ação, escrito e dirigido por Werner Herzog.
O filme é baseado no documentário Little Dieter Needs to Fly, feito em 1997 pelo mesmo diretor.

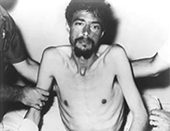
O verdadeiro Dieter Dengler, ao ser resgatado

## Sinopse
Conta a história real de um piloto alemão chamado Dieter Dengler, que combatendo pela Marinha dos Estados Unidos durante a Guerra do Vietnã, sofre um acidente e é capturado por guerrilheiros nas selvas do Laos. Preso, ele organiza uma fuga junto com um pequeno grupo.

## Elenco
- Christian Bale.... Dieter Dengler
- Steve Zahn.... Duane Martin
- Jeremy Davies.... Gene DeBruin
- Marshall Bell.... almirante Berrington
- Brad Carr.... piloto da marinha
- François Chau.... governador da província
- Craig Gellis
- GQ.... Farkas
- Zach Grenier.... líder do esquadrão
- Pat Healy.... Norman
- Toby Huss.... Spook
- Bonnie Z. Hutchinson.... enfermeira
- Evan Jones.... Lessard
- Abhijati 'Meuk' Jusakul.... Phisit
- Tony B. King.... piloto de jato
- Richard Manning.... piloto de helicóptero
- Garrett D. Melich.... Rigger Stone
- Kriangsak Ming-olo.... Jumbo
- Yuttana Muenwaja.... Crazy Horse
- Teerawat Mulvilai.... Little Hitler
- James Oliver.... piloto de jato
- Somkuan 'Kuan' Siroon.... índio
- Chorn Solyda.... Walkie Talkie
- Saichia Wongwiroj
- Galen Yuen